# Prim asigurat
Un număr prim asigurat este un număr de forma  2p + 1, unde p este tot număr prim. Numărul p se mai numește număr prim Sophie Germain.
Primele numere prime asigurate sunt:
5, 7, 11, 23, 47, 59, 83, 107, 167, 179, 227, 263, 347, 359, 383, 467, 479, 503, 563, 587, 719, 839, 863, 887, 983, 1019, 1187, 1283, 1307, 1319, 1367, 1439, 1487, 1523, 1619, 1823, 1907...
Primele numere prime Sophie Germain mai mici decât 1000 sunt:
2, 3, 5, 11, 23, 29, 41, 53, 83, 89, 113, 131, 173, 179, 191, 233, 239, 251, 281, 293, 359, 419, 431, 443, 491, 509, 593, 641, 653, 659, 683, 719, 743, 761, 809, 911, 953...